# Portaferry
Portaferry (en irlandés: Port an Pheire) es una localidad situada en el distrito de Ards y Down Norte de Irlanda del Norte, Reino Unido. Según el censo realizado en 2011, contaba con una población de 2514 habitantes.
Se encuentra ubicada al este de Irlanda del Norte, a poca distancia de la costa del mar de Irlanda, al este de Belfast —la capital de Irlanda del Norte— y la península de Ards.